# Phaonia benjamini
Phaonia benjamini este o specie de muște din genul Phaonia, familia Muscidae. A fost descrisă pentru prima dată de Albuquerque și Matthew J. Medeiros în anul 1980. Conform Catalogue of Life specia Phaonia benjamini nu are subspecii cunoscute.